# Моссад (фильм)
«Моссад» (ивр. המוסד‎) — израильский сатирический боевик, написанный и снятый Алоном Гур Ари, который был выпущен 27 июня 2019 года. Фильм высмеивает мир израильского и международного шпионажа, в частности организацию Моссад. Полнометражный фильм является перезапуском короткометражного фильма Гур Ари «Израильская разведка» (2007). Его сюжет сосредоточен на истории несостоявшегося израильского агента Моссада, который сотрудничает с агентом ЦРУ в спасении американского миллионера, похищенного в Иерусалиме террористической организацией, угрожающей миру. Это самый успешный израильский фильм 2019 года.
Фильм распространялся по всему миру на коммерческой основе в кинотеатрах, для домашнего просмотра и на телевидении в обычной, а также режиссёрской версиях.
В 2020 году он получил первый приз — «Лучший фильм» на Международном фестивале комедии в Канаде.

## Сюжет
Агент израильского Моссада соревнуется с американским агентом ЦРУ, чтобы спасти мир от террористической организации. Когда в Иерусалиме похищают американского миллионера, ЦРУ решает больше не доверять Израилю и присылает своего агента. Отношения между ней и агентом Моссада аналогичны отношениям между Израилем и США — она приходит с деньгами и работает по правилам, а присваивает себе все заслуги. Если они провалят свою миссию, глава Моссада не сможет зажечь маяк на День независимости Израиля в прямом эфире по телевидению, чего не должно произойти.

## В ролях
| Актёр / Актриса | Персонаж                                   | Описание                                             |
| --------------- | ------------------------------------------ | ---------------------------------------------------- |
| Цахи Ха-Леви    | Гай Моран                                  | Агент Моссада                                        |
| Эфрат Дор       | Линда Харрис                               | Агент ЦРУ                                            |
| Таль Фридман    | Аарон Рахамим                              | Агент-ветеран Моссада / Аарон-мэн                    |
| Ади Химельблой  | Шэрон Саттельберг / Мохидра Маркок         | Жена технологического гиганта Джека Саттельберга     |
| Двир Бенедек    | Шуки / Моа Хафель / Алеппо Дилингмьянгданг | Агент Моссада                                        |
| Шломи Кориат    | Чарли Маркок                               | Член международной террористической организации RBG  |
| Омер Дрор       | Эйтан                                      | Разведчик                                            |
| Илан Дар        | Хаим                                       | Глава Моссада                                        |
| Томер Шарон     | Чико                                       | Израильская версия Q из фильмов о Джеймсе Бонде      |
| Таль Тирангель  | Финч                                       | Член международной террористической организации RBG( |
| Гила Альмагор   | Ребекка                                    | Жена главы Моссада                                   |
| Ницан Зицер     | Джек Саттельберг                           | Американский производитель телефонов                 |
| Идо Моссери     | Тамил                                      | Глава террористической организации в Тунисе          |
| Мейталь Дохан   | Керен Рахамим                              | Жена Аарона                                          |
| Ширан Сендель   | Абигайль                                   | Идёт на свидание с Гаем Мораном                      |
| Аарон Каплан    | Арнольд                                    | Глава ЦРУ                                            |
| Орен Рехани     | Тунисский офицер                           | Командир террористической организации в Тунисе       |

## Культурные отсылки
- Штаб-квартира Моссада находится (согласно вселенной фильма) перед зданием кнессета, под парком «Ган-Врадим», вход за монументом меноры около кнессета.
- Агент Аарон становится «Аароном-мэном», комбинацией Робокопа и Железного человека.
- Израильские «звёзды» из мира развлечений играют самих себя, к примеру, Итай Леви, Таль Моссери, Дан Канер, Юваль Шем-Тов, Шугар Заза и другие.
- Когда похитители захватывают Моссад, оркестр перестает играть Моцарта и переключается на быстрые звуки, намёк на «Психо» Альфреда Хичкока.
- Во время обрушения струнного моста струны лопнули под мелодию «London Bridge Is Falling Down».
- Сцена превращения красных лазеров в нитки является пародией на сцены из таких фильмов, как «Двенадцать друзей Оушена» и «Голдфингер».
- Компьютер «SiGi 3000» представляет собой комбинацию «Siri» и сцен в стиле «Космической одиссеи 2001 года» и «Особого мнения». Голосом «SiGi 3000» говорит Люси Ахариш. Когда компьютер переключается на мужской профиль, его озвучивает Алон Гур Ари.
- Таль Фридман говорит Гиле Альмагор и Илану Дару с французским акцентом: «Мадемуазель, Моссад с гордостью представляет вам Your Dinner», отсылка к сцене ужина из мультфильма «Красавица и Чудовище».
- В музыкальной теме представлены силуэты танцующих девушек, стреляющее оружие, водяные пузыри и золотая ладонь, показывающая средний палец, мотивы из опенингов фильмов о Джеймсе Бонде.
- Когда Гай и Линда приземляются, к ним присоединяется Железный Дровосек из фильма «Волшебник страны Оз».

## Интересные факты
- Создатель фильма Алон Гур Ари предстает в роли одного из пассажиров поезда, вышедшего из-под контроля.
- Дэвид Цукер, участвующий в создании фильма на правах креативного консультанта, появляется в небольшом камео, он стоит с мобильным телефоном на фоне знака Голливуда.
- Цахи Ха-Леви и Люси Ахариш состоят в браке.
- Илан Дар является единственным из главных актёров «Израильской разведки» (2007), который появился в этом фильме.

## Спецэффекты
Фильм богат спецэффектами по сравнению с практикой израильской киноиндустрии. Одна из сцен включает в себя падение веревочного моста в Иерусалиме на героя Таль Фридмана.
Бои в основном проводились актёрами под руководством художника постановочных боёв Ури Бостана. Ученики актёрской школы Йорама Левинштейна участвовали в массовых боях в Тунисе, Афганистане, Иерусалиме и других странах.
Дизайн костюма супергероя «Аарон-мэна» был разработан и выполнен Yarah Studio. В него были интегрированы система освещения с дистанционным управлением и компьютерная анимация.

## Саундтрек
Саундтрек был записан в Израиле и Нью-Йорке Шароном Леви вместе с Эрезом Авирамом и включает живой оркестр. Музыкальную тему фильма «Кто-нибудь обнимет меня» исполнила певица Сарит Хадад. Песня была написана Хадас Коэн, а также Генри и Мораном Дэвидом, который к тому же написал мелодию. Адаптацию создал Нир Маймон. Певица также снялась в клипе, которое сопровождает песню и демонстрирует отрывки из фильма. Песня имела успех и была включена в плейлист Galglatz в августе 2019 года.

## Производство

### Разработка
В 2007 году короткометражный фильм Алона Гур Ари «Израильская разведка» участвовал в Иерусалимском международном кинофестивале. Несмотря на то, что это малобюджетный студенческий фильм, он постоянно демонстрировался в тель-авивской синематеке с июля 2007 года каждый месяц в субботу около полуночи. Кроме того, фильм получил широкое освещение в СМИ, положительные отзывы и фан-базу, которая снова и снова пересматривала фильм в кинотеатрах по всему Израилю. Фильм участвовал в кинофестивалях и получил шесть международных наград, в том числе за режиссуру, комедию, спецэффекты и приз зрительских симпатий. В 2008 году фильм был показан на 2-м канале и доступен для просмотра в рамках трансляций HOT VOD.
После закрепления за фильмом статуса культового вокруг его показов стали устраивать стихийные мероприятия: зрителей приветствовали персонажи из сценок про бегемотов, которые проводили сеансы, уроки выпивки и устраивали весёлые конкурсы. Зрители выбирали сценки с бегемотами для показа перед фильмом, на сцене команда бегемотов проверяла, кто больше раз смотрел фильм, и проводила публичное пение под звуки ксилофона. В других кинотеатрах параллельно с фильмом показывали бегемотные зарисовки, а иногда режиссёр Алон Гур Ари, ставший лектором в области комедии и кино, приходил пообщаться со зрителями, в которых рассказывал о своём творчестве.

### Подготовка к производству
В 2014 году к проекту постепенно присоединились United King Films, проект кино и телевидения в Иерусалиме, а также тель-авивский фонд искусств имени Йехошуа Рабиновича.
В 2017 году к проекту в качестве редактора сценария присоединился израильский режиссёр и сценарист Ави Нешер. В свете большого количества времени, прошедшего за те годы, когда Гур Ари пытался собрать бюджет на проект, были написаны совершенно новые персонажи и сюжетные линии, которые подходили бы к сюжетной структуре полнометражного фильма и относились к периоду, в котором фильм подлежит распространению.
Дэвид Цукер, режиссёр и сценарист пародийных фильмов «Аэроплан!», «Совершенно секретно!» и «Голый пистолет», познакомился с Алоном Гур Ари во время своего визита в Израиль. Они вдвоем провели серию мастер-классов по кинематографии, в ходе которых выяснилось существование короткометражного фильма. Позже Цукер присутствовал в Лос-Анджелесе на показе первого полнометражного фильма Гур Ари «Операция Яйцо» в рамках израильского кинофестиваля. Потом он объявил о своём согласии присоединиться к проекту. Цукер вернулся в Израиль в январе 2018 года, чтобы сотрудничать с Гуром Ари, поскольку он сопровождал производство, постановку и написание нового сценария. Кроме того он присутствовал на репетициях и съёмках, которые проводились на английском и иврите, и снова вернулся в июне 2019 года, чтобы получить статус открытия для южного кинофестиваля.

### Съёмки
Съёмки фильма начались 15 января 2018 года и продлились 30 дней, первая половина из которых проходила в Иерусалиме: штаб-квартира Моссада располагалась в Институте Ван Леера, а внешние съёмки — в отеле Маунт Сион. Церемония зажжения факела включала в себя реальные кадры с генеральной репетиции церемонии в 2016 году, исходные материалы были отсняты до того, как был снят сам фильм.

## Дистрибуция
Фильм был выпущен 27 июня 2019 года. Страницы Моссада в Facebook, Instagram и Твиттер стали активными до выхода фильма и реагировали на текущие события, такие как Евровидение-2019, проходившее в Израиле, и парламентские выборы в Кнессет 21-го созыва.

### «Белая ночь»
16 мая 2019 года в рамках мероприятий «Белая ночь» в Тель-Авиве поклонники короткометражного фильма «Израильская разведка» были приглашены на заключительный прощальный показ. Во время мероприятия возникла проблема с проектором, и показ фильм был приостановлен. Алон Гур Ари вместе с Иланом Дар и Ади Химельблой подошли, чтобы извиниться, и объяснили зрителям, что у них есть возможность показать весь новый фильм, потому что Илан Дар является главой Моссада. Неожиданностью стал показ фильма в рабочей версии, и говорят, постобработка завершилась только через две недели.

### Режиссёрская версия
Расширенная версия под названием «Моссад — версия режиссёра» была впервые показана 25 сентября 2019 года в рамках Дня израильского кино в ограниченном прокате в Синема Сити Ришон ле-Цион и Синема Сити Глилот. В остальной части страны продолжали показывать обычную версию. Специально разработанный постер гласит: «Включает в себя шутки, которых не было в оригинальном фильме, и это правильно». Всего было добавлено 8 сцен или дополнений к существующим сценам и пролог, в котором режиссёр устранил монтажёра, чтобы подготовить режиссёрскую версию фильма без него.
Эта версия была показана 17 октября в рамках мероприятий Фестиваля икон с выступлением Алона Гура Ари и Ротема Равива, который был помощником режиссёра в постановке. Они подчеркнули вклад фан-сообщества и волонтёров в успех проекта.

### Дистрибуция по всему миру
В Германии фильм вышел 13 августа 2020 года с полным немецким дубляжом под названием «Mossad». В результате были адаптированы шутки, а вывески и подписи переведены на немецкий язык в цифровом виде. Кроме того, в отличие от оригинала фильм не двуязычный и в нём везде говорят по-немецки. На Рождество того же года фильм был выпущен на Blu-ray и DVD со специальными дополнениями.
В Болгарии, Чехии, Венгрии, Румынии, Польше и Сербии фильм впервые был показан на канале Cinemax 18 декабря 2020 года.
Русское озвучивание к фильму было добавлено, когда он распространялся в Израиле на сервисах видео по запросу.
В США фильм был выпущен на сервисе потоковой передачи мультимедиа Vudu 5 октября 2021 года с английскими субтитрами.

## Прокат
В первые выходные после показа фильм посмотрели около 30 000 человек. Затем фильм пересёк границу в 200 000 зрителей. Всего в кинотеатрах фильм посмотрели более четверти миллиона человек.
Выбран фильмом 2019 года по результатам опроса сайта кинообзоров «Эйн Хадаг». После релиза фильма Алон Гур Ари был выбран сайтом «Mako» одним из пятидесяти человек года в области культуры и развлечений. «Моссад» стал фильмом, занявшим восьмое место за 2019 год в поисковой системе Google Israel.

## Приём

### Отзывы в Израиле
Фильм получил в основном положительные отзывы и после выхода занял третье место в рейтинге критиков газеты «Гаарец».
Шмулик Дувдевани, кинокритик «Ynet», написал: «Единственная цель нового фильма режиссёра Алона Гур Ари „Моссад“ — рассмешить людей. К радости зрителей, он делает это очень успешно, с большой любовью и страстью, а также немалым блеском. Прежде всего в этом фильме видна страсть. Гур Ари очень нравятся комедии, которым он отдаёт дань уважения, а „Моссад“ — это фильм, пропитанный творческим задором, в котором есть что-то ошеломляющее».
Яир Раве написал: «Моссад» — это не только один из самых смешных фильмов, которые вы увидите в этом году, это также глоток свежего воздуха для израильского кинематографа и первый фильм, который может стать блокбастером. Фильм снаружи выглядит как блестящее развлечение, но если вы поднимете капот, то обнаружите кровь, пот, слёзы и кишки человека, который его создал".
Ишай Кичлес, кинокритик газеты «Исраэль хайом», писал: «Гур Ари демонстрирует полное владение всеми элементами жанра и даже вносит в него некоторые изящные новшества… Актёры с полной серьёзностью и со всем необходимым пафосом отдаются идиотизму. Сценарий активный и плотный, конечно же, изобилующий всеми штампами и сценами, которые вы ожидаете найти в остросюжетно-шпионской пародии».
Ор Сиголи, кинокритик газеты «Глобс», писал: «Трудно найти другой фильм, израильский или зарубежный, вся цель которого состоит в том, чтобы заставить наши щёки болеть от смеха. Это делает „Моссад“ забавным фильмом, достойным похвалы, а Алон Гур Ари, своего рода пионер нового в израильской комедии, которого мы ждали довольно долго».

### Отзывы в мире
После проката фильма в Германии кинокритик Гарольд Молибер написал: «Шутливый фильм Алона Гура Ари ни по каким критериям не выпадает из проектов Цукера-Абрахамса-Цукера… сделанный с любовью и отполированный… дань уважения и новая работа в жанре, может быть, даже возрождение жанра, которого, как говорят, больше нет».
Немецкий кинокритик Себастьян Гросс написал: «Кто бы мог подумать, что мы получим знак жизни для этого жанра, и он придёт не из Соединенных Штатов, а из Израиля… Израильское производство оказывается надеждой для жанра пародийных фильмов. Любители пародийных фильмов должны дать "Моссаду" шанс».

### Количество зрителей
В первые выходные после релиза фильм посмотрели около 30 000 человек. Через месяц и три недели фильм посмотрели 200 000 зрителей. Всего в кинотеатрах фильм посмотрели более 250 000 человек.
«Моссад» занял восьмое место за 2019 год в поисковой системе Google Israel.

## Кинофестивали
- Таллинский кинофестиваль «Тёмные ночи» (2019), европейская премьера, показ в присутствии режиссёра Алона Гура Ари, а также актёров Цахи Ха-Леви, Таля Фридмана и Илана Дара.
- Южный кинофестиваль (2019), официальный фильм открытия, помимо звёзд фильма Цахи Ха-Леви, Ади Химельблой, Томера Шарона, Таля Тирангеля и Омера Дрора также присутствовали создатели картины Алон Гур Ари и Дэвид Цукер, которые перед показом провели мастер-класс по созданию комедии.
- Международный фестиваль комедии в Канаде (2020), первый приз «Лучший фильм».
- Международный кинофестиваль в Нидерландах «Золотая улыбка» (2020), первый приз «Лучший фильм».
- Фестиваль комедийного кино в Монте-Карло (2020), официальный конкурс, в присутствии создателей Алона Гура Ари и Дэвида Цукера, а также актёров Цахи Ха-Леви и Ади Химельбелой.
- Пражский международный кинофестиваль (2020), категория комедии, в присутствии режиссёра Алона Гура Ари.
- Иерусалимский международный кинофестиваль (2020), в присутствии режиссёра Алона Гура Ари.
- Израильский кинофестиваль в Лос-Анджелесе (2019), в присутствии создателей Алона Гура Ари и Дэвида Цукера.
- Фестиваль ICon (2019), показ режиссёрской версии и встреча с Алоном Гуром Ари.
- Парижский фестиваль израильского кино (2020), в присутствии актёра Цахи Ха-Леви.
- Еврейский международный кинофестиваль, Австралия (2019).
- Международный кинофестиваль в Пуне, Индия (2020).
- Еврейский кинофестиваль в Сан-Диего (2020).
- Фестиваль еврейского кинематографа в Майами (2020).
- Фестиваль еврейского кино в Хартфорде, Кентукки (2020).
- Международный кинофестиваль во  Фрибуре, Швейцария (2020).
- Фестиваль израильского кино в Ницце, Франция (2020).
- Комедийный кинофестиваль «Гелос» в Москве, Россия (2020).

«Моссад» был номинирован на 4 премии Офир в 2020 году за монтаж, художественное оформление, дизайн костюмов и грим.
Версия на DVD и Bluray была выпущена на Рождество 2020 года в Германии. В 2021 году релиз на DVD и Bluray был выпущен в США.